# 程津培
程津培（1948年6月1日—），男，祖籍江苏連雲港市灌云縣，生于天津，中国有机化学家，中国科学院院士。主要从事化学键能量的研究。

## 生平
程津培于1975年毕业于天津师范大学化学系。后进入南开大学学习，1981年获硕士学位。此后赴美国留学，1987获西北大学博士学位。之后在杜克大学从事博士后研究工作。1988年返国后任教于南开大学。1995年出任南开大学副校长。2000年起任中华人民共和国科学技术部副部长。2001年当选中国科学院化学部院士。同年又当选第三世界科学院院士。

## 社会兼职
程津培还曾任中国化学会副理事长、国家科学技术奖励委员会秘书长、全国人大常委、全国政协常委、中国致公党中央委员会副主席等职。2003年12月，欧美同学会第五届理事会第一次会议在北京召开，他担任副会长。2014年2月21日，欧美同学会·中国留学人员联谊会第七届理事会第一次会议召开，选举其出任第七届理事会副会长。